# Christian Richter (Baumeister, 1655)

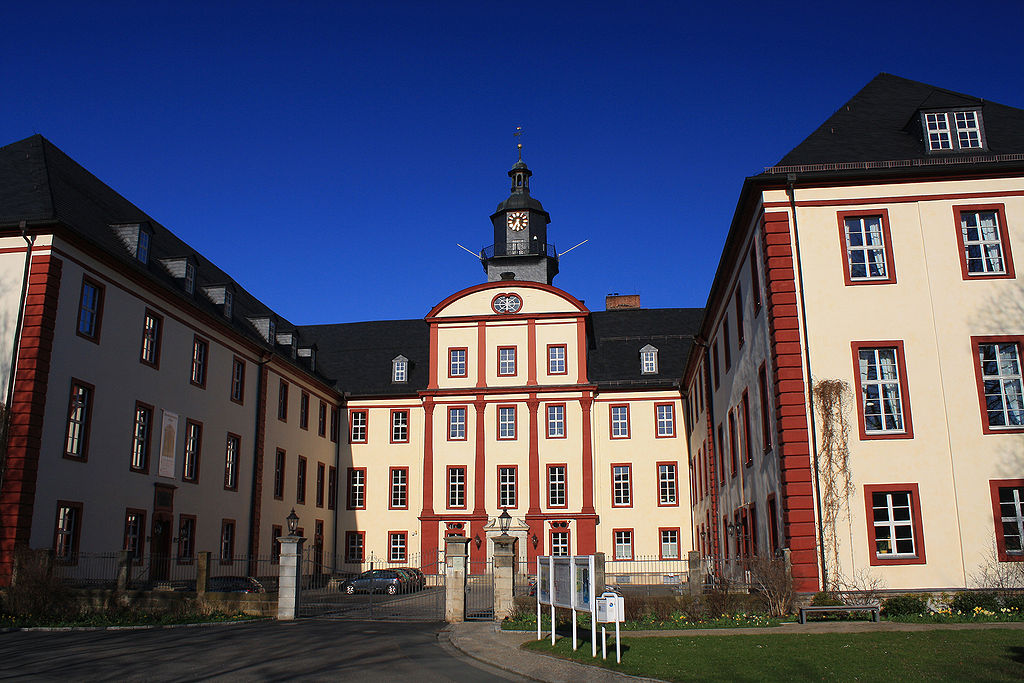
Schloss Saalfeld

Christian Richter (* 1655 in Weimar; † 21. September 1722 ebenda) war ein deutscher Baumeister.

## Leben

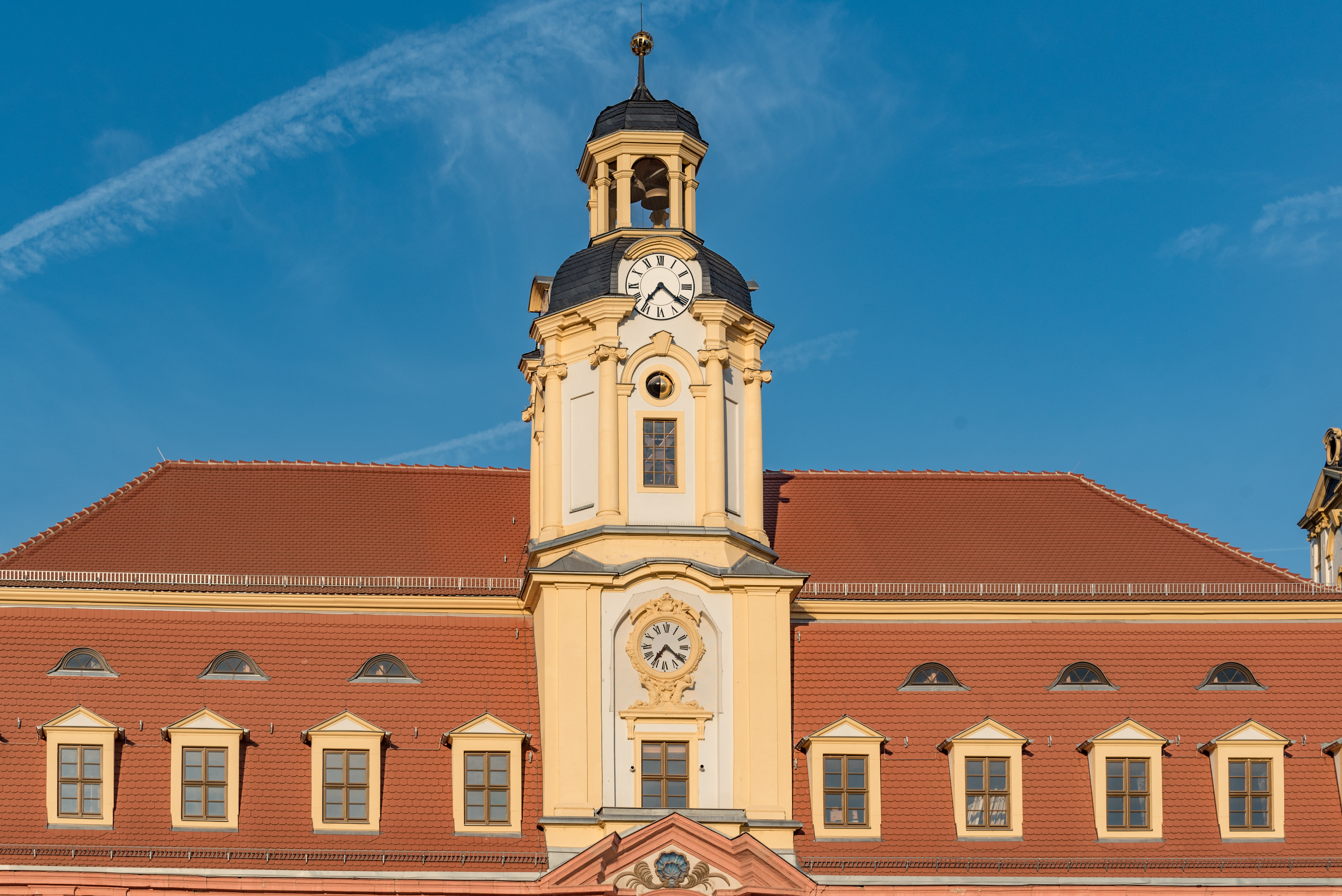
Rathausturm in Weißenfels

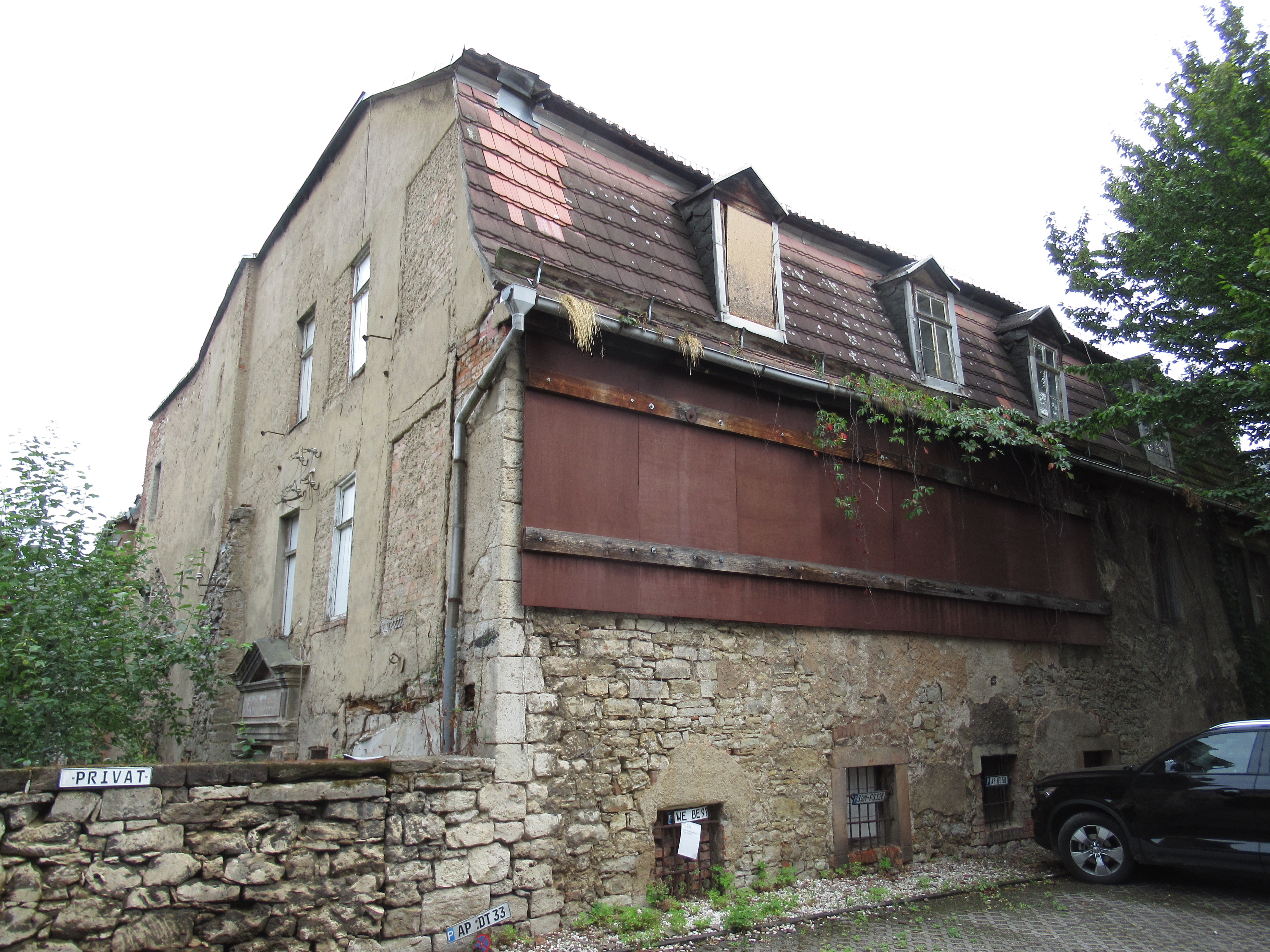
Reste des Zucht- und Waisenhauses in Weimar, Böttchergasse 9

Christian Richter stammte aus der Weimarer Maler- und Architektenfamilie Richter und war der Sohn von Johann Moritz Richter dem Älteren (1620–1667) und erhielt von ihm bzw. seinem älteren Bruder Johann Moritz Richter dem Jüngeren (1647–1705) eine Ausbildung als Baumeister und Architekt. Danach besuchte er eine Universität und bildete sich im Ausland weiter. Im Jahr 1690 kam er als fürstlicher Baumeister an den Hof nach Weißenfels.
Im selben Jahr errichtete Richter dort den Rathausturm mit einer Turmuhr neu. Der Dichter Johann Beer schrieb in seinem Diarium:

„Den 2. Novemb. dieses Jahres hat H. Christian Richter den neuen Rathauß Thurm allhier aufgerichtet, und hat also der dritte Seiger zu schlagen angefangen.“

Von Richter selbst ist ein Gratualtionscarmen zur Einweihung des Rathausturmes am 28. Oktober 1690 aktenkundig:
Es wächst, mein Weißenfels, dein Ruhm von Zeit zu Zeiten

Durch deines Hauses Pracht, die du lässt zubereiten,

Und durch die Opera, die du lässt jährlich sehn,

Wird deiner Fürsten Preis in viele Länder gehn.
Im Jahr 1699 wurde ihm die Bauleitung der Schlosskapelle Coburg übertragen, er schrieb am 25. September 1698 aus Saalfeld, dass er wegen der Veränderung der Architektur nicht nach Coburg abreisen könne.
Von 1700 bis 1710 stand er in sächsisch-röhmhildschen Diensten und war zugleich für die Höfe in Sachsen-Meiningen, Sachsen-Hildburghausen und Sachsen-Coburg-Saalfeld tätig. Seit 1710 arbeitete er für Herzog Wilhelm-Ernst von Sachsen-Weimar und wurde 1713 als Nachfolger von Johann Mützel zum Oberlandbaumeister ernannt. Er errichtete zahlreiche Profan- und Sakralbauten.

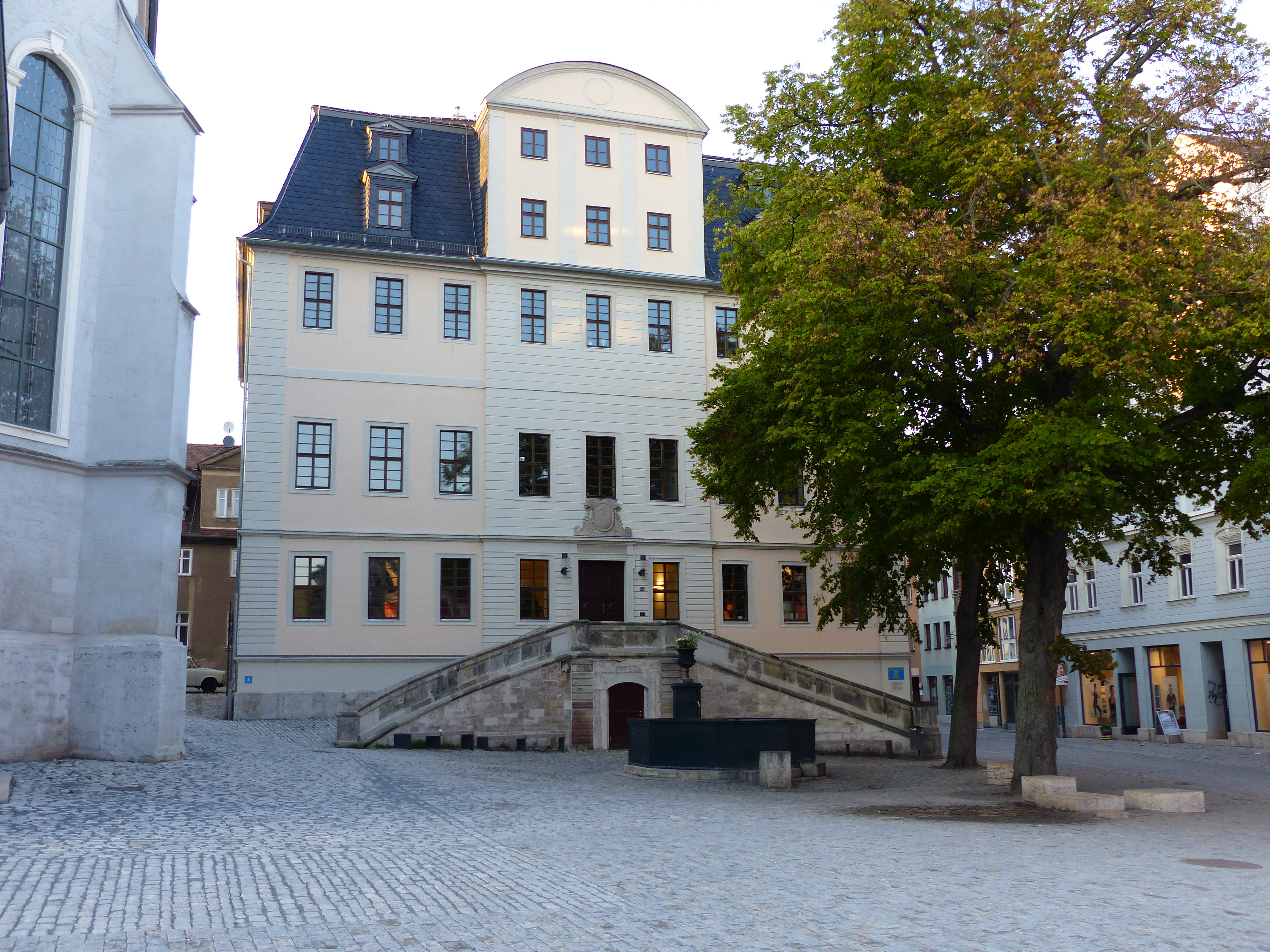
Altes Gymnasium (heute Wilhelm-Ernst-Gymnasium) nach der Sanierung im Jahre 2014

Charakteristisch für seinen Baustil sind die an den Fassaden angebrachten Zwerchgiebel oder Gauben, die als Kreissegmentflächen in Verbindung mit rechteckigen Flächen ausgeführt sind.
Sein Urgroßvater war der 1544 geborene und 1608 in Altenburg verstorbene Maler Erasmus Richter. Sein Großvater (hatte den am 16. Februar 1600 in Altenburg geborenen Goldschmied Augustus Richter als Bruder) war der Weimarer Hofmaler Christian Richter (1587–1667), dessen andere Söhne (seine beiden Onkel) der Hofmaler Wilhelm Richter (1626–1702) und der Maler Albrecht Richter (1623–1674) waren. Sein älterer Bruder Johann Moritz Richter der Jüngere und dessen Sohn Johann Adolph Richter (1682–1768) waren ebenfalls Architekten.

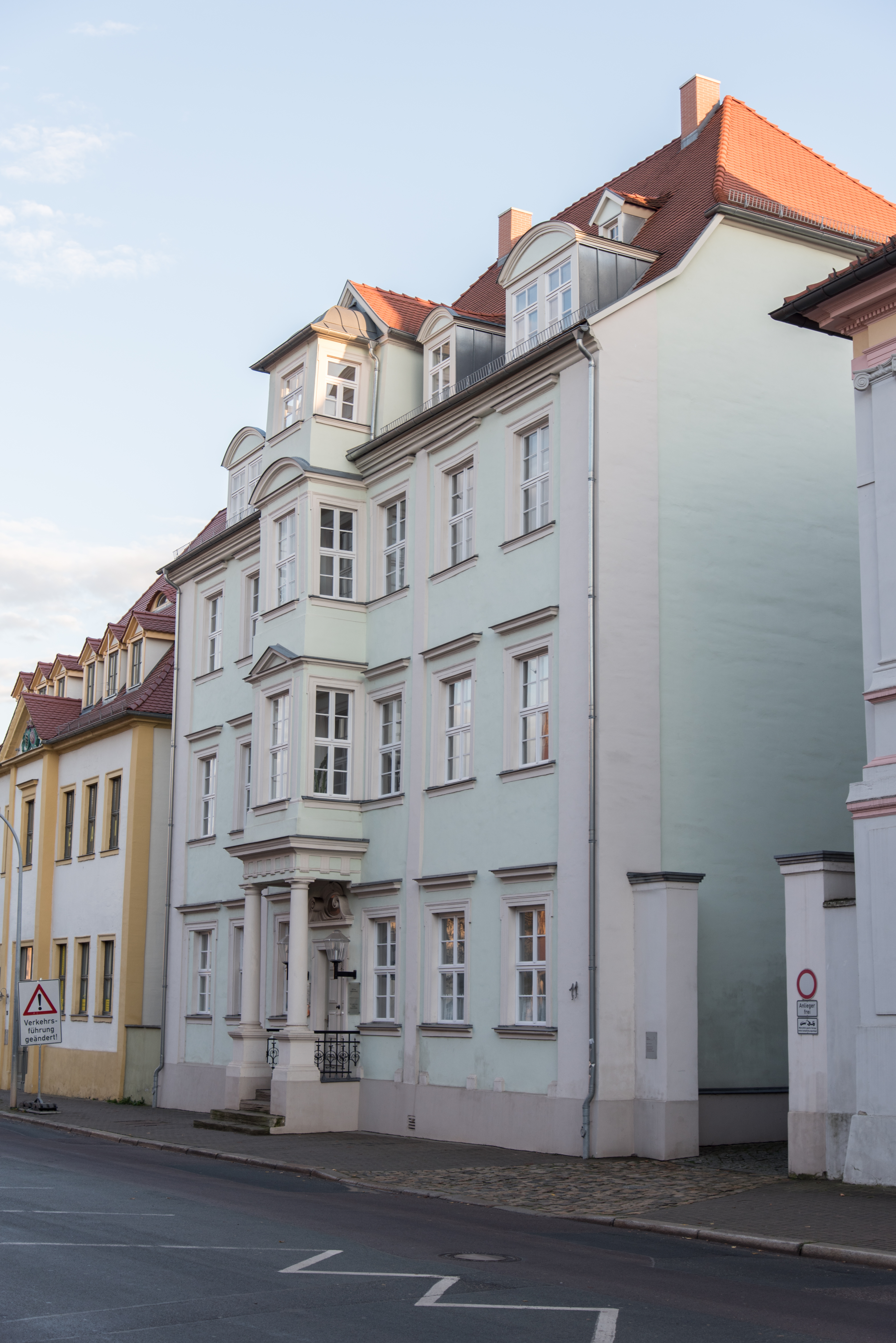
Altherzoglichen Haus in Weißenfels, links das herzogliche Ballhaus

## Werk

### Bauwerke
- Einbau Schlosskapelle in den Westflügel der Glücksburg (Römhild) 1681/1682
- Rathausturm Weißenfels 1690 (Richtfest am 27. August 1690; Einweihung 2. November 1690)
- Altherzogliche Haus (Prinzessinnenpalast) Weißenfels, Ursprungsbaujahr 1680–1685 (wahrscheinlich 2. Stockwerk durch Richter aufgesetzt, 1697/1698)
- Wohn- und Geschäftshaus Alt-Weißenfels 1697 (vermutlich)
- Herzogliches Ballhaus Weißenfels 1698 (vermutlich)
- Schloss Saalfeld, Erweiterung 1698/99
- Innenausbau Schloss Saalfeld 1704
- Schlosskapelle Hildburghausen 1705
- Innenausbauplanung Schlosskirche Saalfeld 1709–1714
- Zucht- und Waisenhaus Weimar 1713
- Reithaus Weimar 1715–1718
- Altes Gymnasium Weimar 1716
- Großes Jägerhaus Weimar (Marienstraße 5–7) 1717–1720
- Steinerne Vierbogenbrücke über die Ilm Oberweimar, 1720–1722